# Praga Super Piccolo
La Super Piccolo était une voiture de tourisme qui fut produite par la société tchécoslovaque Praga entre 1934 et 1936. Il s’agissait d’un modèle de transition qui, bien qu’il eût connu une certaine réussite commerciale, fut rapidement abandonné au profit de la plus moderne Praga Lady.

## Historique
Au milieu des années 1930, le constructeur Praga commença à émerger de la crise économique. S’il avait dû cesser la production de ses modèles les plus luxueux, il était parvenu à maintenir son activité grâce à ses utilitaires et ses véhicules d’entrée de gamme, en tout premier lieu la populaire Piccolo. Mais la nécessité se faisait jour de renouveler un catalogue vieillissant. En attendant de sortir de nouveaux modèles, il proposa des versions de transition telles que la Super Piccolo.
Présentée au Salon de l'Automobile de Prague en avril 1934, après une interruption de deux ans due à la crise, la Super Piccolo était conçue comme un modèle intermédiaire entre la Piccolo et l’Alfa, plus cossue mais dont la production venait d’être interrompue. Il s’agissait en réalité d’une évolution de la version dite « américaine » qui se caractérisait par des équipements un peu plus haut de gamme.
La promotion en était assurée avec des slogans ambitieux : « Le retour des jours meilleurs est notre souhait à tous. Notre nouvelle Super Piccolo, une voiture luxueuse et performante de classe moyenne, vous aidera à réussir dans vos affaires et votre carrière. »
De fait, l’équipement standard était de qualité : dossiers réglables, klaxon électrique, feu stop, plafonnier avec interrupteur, essuie-glace électrique, indicateur de direction, pare-soleil, rideau de lunette arrière, etc.
Sa conception mécanique restait par contre très conventionnelle avec un moteur quatre cylindres de 1 660 cm3 développant 35 cv. Initialement produite en version berline à quatre portes uniquement, la gamme fut complétée par la suite par des cabriolets.
Une évolution majeure intervint l’année suivante lorsque la marque présenta un modèle au dessin beaucoup plus moderne, aux formes arrondies et une carrosserie englobant les roues avant et arrière. Cette version dite aérodynamique ne remplaça cependant pas le modèle initial, mais fut proposé en parallèle.
Bien que d’un prix élevé (plus de 40 000 couronnes pour la version standard, 46 500 pour la version aérodynamique) la Super Piccolo fut un succès commercial avec plus de 500 unités vendues en 1934 et environ 650 sur deux ans répartis sur cinq séries.
Elle demeurait cependant un véhicule du passé qui visait une clientèle à laquelle était désormais proposée la Praga Lady, sortie en 1935 et qui était d’une conception beaucoup plus moderne. Sa production fut donc abandonnée à la fin de 1936.

## Caractéristiques techniques
La Super Piccolo reprenait des solutions conventionnelles mais éprouvées qui correspondaient à l’image d’une marque réputée pour sa robustesse et sa fiabilité plus que pour ses audaces techniques.
Le châssis était constitué de deux longerons longitudinaux renforcés par des traverses. Les essieux avant et arrière étaient rigides, à ressorts semi-elliptiques longitudinaux complétés par des amortisseurs hydrauliques. Les freins à tambour étaient actionnés mécaniquement par tringlerie.
Avec un empattement de 2700 mm, une voie avant de 1250 mm et une voie arrière de 1270 mm, elle mesurait dans sa version berline 4,45 m de long, 1,57 m de large et 1,60 m de haut. Elle pesait 700 kg à vide.

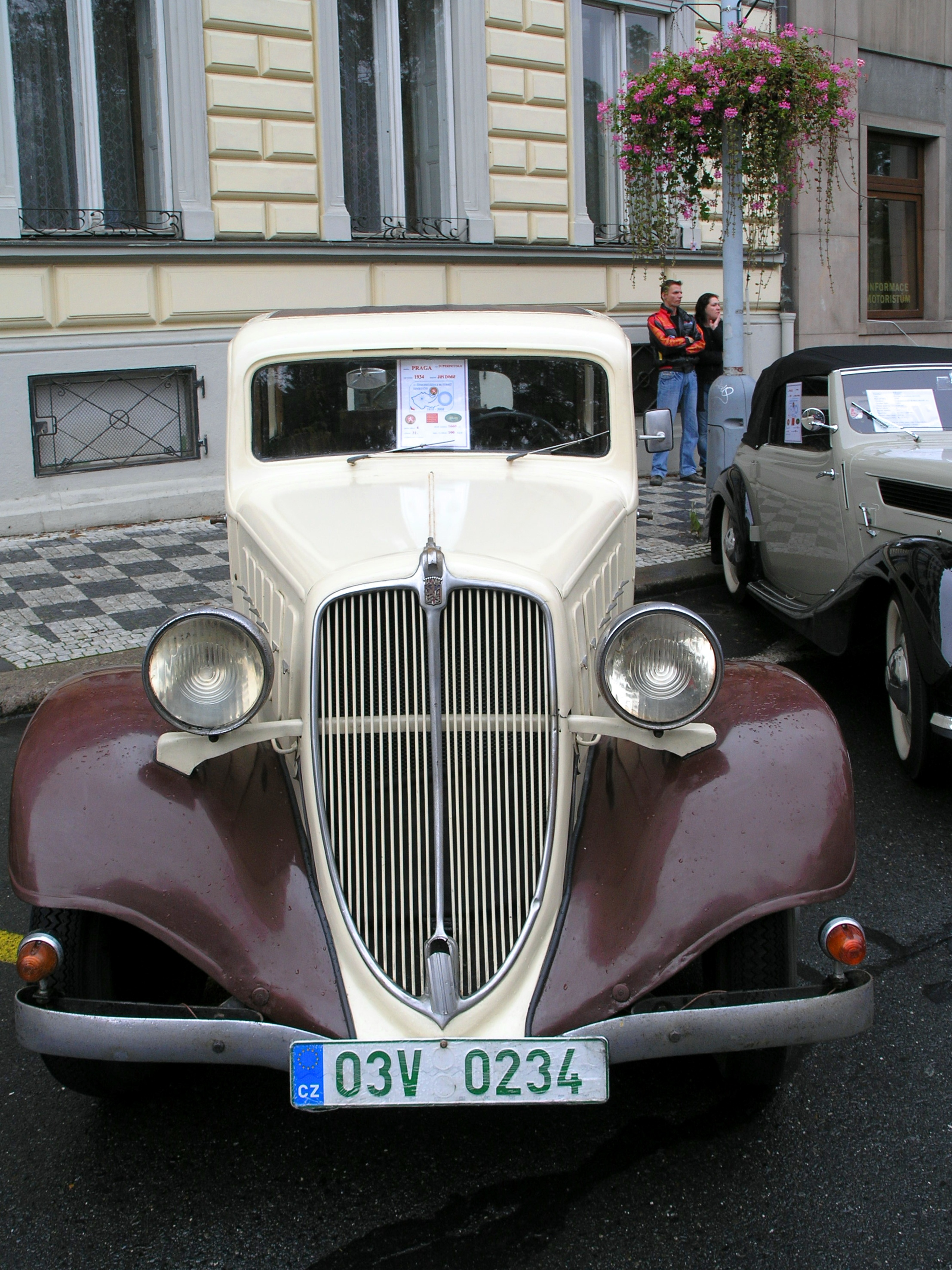
Calandre d'une Super Piccolo de 1934

Elle était propulsée par un moteur quatre cylindres en ligne, refroidi par eau, avec une culasse en aluminium amovible type Ricardo et des pistons en bohnalite. Il était monté sur des silentblocs en caoutchouc qui permettaient un fonctionnement silencieux en absorbant les vibrations.
Ce moteur, d’une cylindrée de 1660 cm³, développait une puissance de 35 ch à 3300 tr/min. Il était associé à une boîte de vitesses à trois rapports, fabriquée en elektron, synchronisée sur les deuxième et troisième vitesses. L’embrayage était monodisque à sec. La propulsion arrière était assurée par un arbre à cardan jusqu’au pont arrière qui était équipé d’un différentiel.
Le système d’allumage était de marque Bosch. Le réservoir de carburant, d’une capacité de 28,5 litres, était placé sous le capot avant.
La Super Piccolo pouvait atteindre les 100 km/h pour une consommation moyenne de 11 et 13 litres de mélange alcool-benzène aux 100 km : depuis septembre 1932 en effet, les carburants commercialisés en Tchécoslovaquie devaient contenir un minimum de 20% d'alcool.

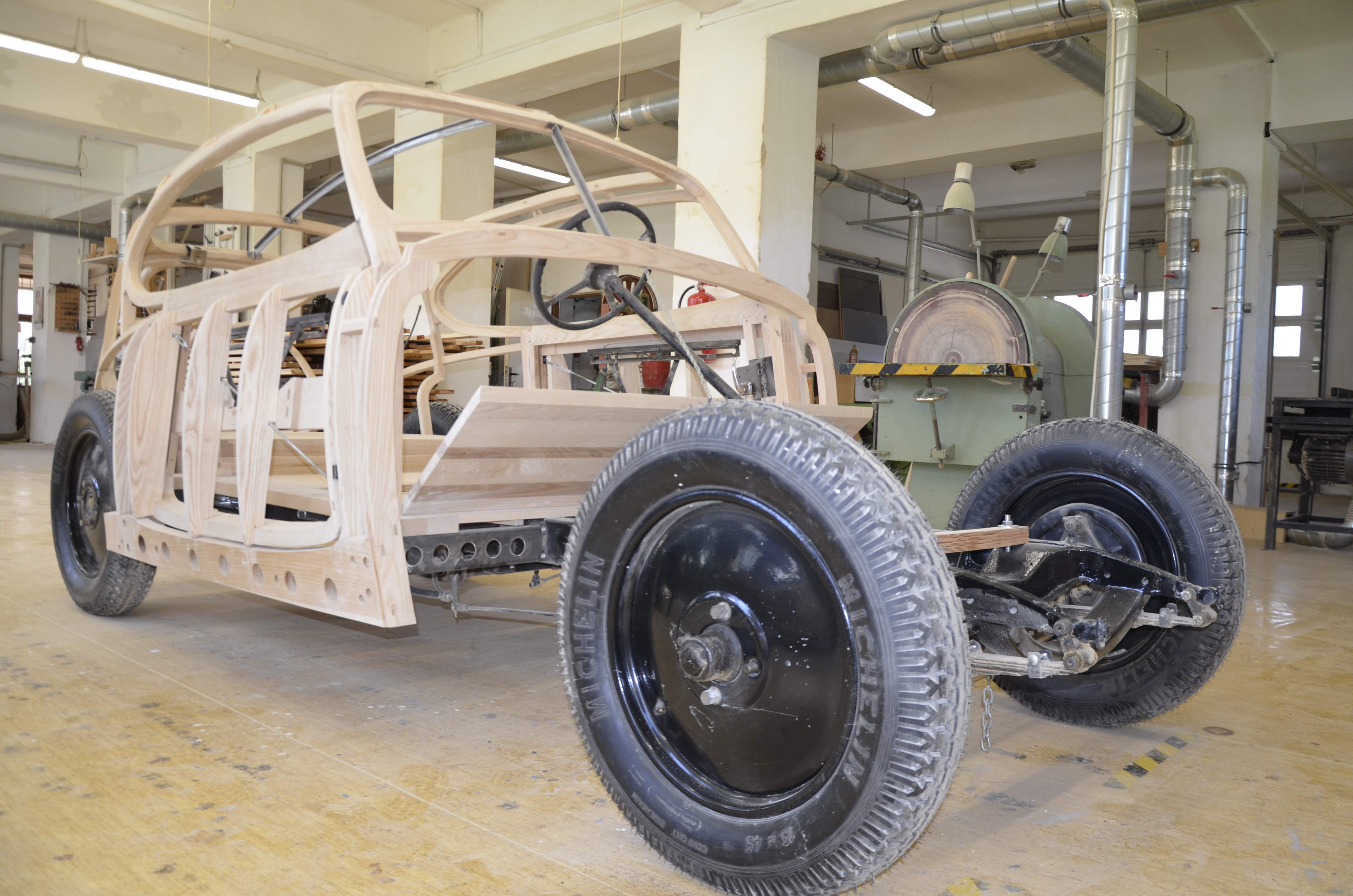
Reconstitution de la structure en bois de la carrosserie de la Super Piccolo dans laquelle Petr Mucha trouva la mort lors d'un entrainement en 1934.

A noter que désormais, le volant était situé à gauche. Au centre du volant se trouvaient le commutateur des phares et un levier pour les clignotants. Le pare-brise était fabriqué en verre de sécurité. Devant le radiateur, dissimulé derrière une calandre à grille verticale, se trouvaient des volets réglables depuis l’habitacle pour contrôler la température du moteur.
La carrosserie était fabriquée selon la technique de l’époque, avec une structure en bois recouverte de tôles métalliques. La version la plus courante était une berline quatre portes. Le coffre arrière était accessible de l’extérieur. Outre cette carrosserie fermée, des cabriolets deux portes à quatre places, selon le système Kellner, étaient également proposés. Entre 1934 et 1935, la carrosserie Sodomka réalisa ainsi plusieurs cabriolets sur la base du châssis Super Piccolo.

### L’aérodynamique
En février 1935, au Salon de l'Automobile de Berlin, Praga présenta une version dite aérodynamique de la Super Piccolo. Ce modèle se distinguait par ses lignes courbes, ses roues avant et arrière entièrement carénées, ses phares intégrés aux ailes et sa calandre profilée. Cette version utilisait le même moteur que les modèles standards mais bénéficiait d’une garde au sol réduite et d’une suspension avant indépendante.

### Versions sportives
Quelques prototypes sportifs furent également fabriqués, dont l’un était destiné à participer aux Mille Miles de Tchécoslovaquie. Malheureusement, Petr Mucha, pilote et ingénieur de l’usine, trouva la mort dans un accident lors des préparatifs de cette compétition. À la suite de cet accident, la marque changea de politique et se désengagea totalement de la course automobile.